# ロケーションテスト
ロケーションテストとは、主にアーケードゲームにおいて実施される、開発途上のゲームを一般公開し、ユーザの意見の取り入れ・ゲームバランスの調整・デバッグ・市場調査などのために行う、ベータテストの一形態である。
業界用語で業務用ゲーム機器の設置場所・設置店舗を指す「ロケーション」と試験の「テスト」を合わせたという説が一般的である。「ロケテスト」、「ロケテ」と略されることが多い。
市場調査を目的としている場合は、特に「インカムテスト」と呼び分けることもある。また、近年ではネットワークに接続して稼働させるシステム基板が増えたため、ネットワークに接続した際の挙動に問題がないか確認するための「ネットワークテスト」が行われることも多い。
なお、「ロケテスト」という名称については、業界誌「アミューズメントジャーナル」や、専門誌「ゲーメスト」などで2000年以前から使用されているのが確認できる。Webメディアでの使用事例も2007年頃には確認されている。

## 形態
パソコンなどのオンラインゲーム等におけるベータテスト・体験版とは異なり、営業中のアーケード施設を利用するため、既存ゲームと同様にプレイ料金が必要となる。開発中であるため、ロケテストではキャラクターやステージに制限が設けられた専用バージョン品が供されるケースも多い。ロケテストの結果次第では製品版稼動時に仕様が大幅に変更されたり、インカムやプレイヤーアンケートの結果が不振であった場合にはゲームの開発中止など、必要な判断が加えられる。
店舗、期間などを限定して実施するのが通例であり、日本では一般的に東京23区内や大阪府など大都市圏内にあるメーカーの直営店（TAITO STATIONなど）の数店で行われる。直営店を持たないメーカー（セガやコナミアミューズメントなど）の場合も大抵ロケテストに使用する店は決まっており、繁華街に立地する大型店舗で実施されることが多い。
ゲーマーにとっては稼動前の新作ゲームをいち早くプレイすることのできる機会であると同時に、バランス調整部分に意見を言うことで、稼動時にはより完成度の高いゲームで遊べるようになる機会であり、とりわけ、参加者へのアンケートが行われる場合には、発売前の製品についてメーカーにものを直接言える数少ない機会ということもあり、コアなゲーマーほど積極的にロケテストに参加する。ただし、マニア層のプレイスタイルや技量への過剰な配慮や、積極的に多数の意見を行う一部プレイヤーによる意見・要望に偏向してしまい、標準的な技量のプレイヤーではまともにプレイできないバランスになってしまうこともある。かつては、情報を掴んだ競合他社の関係者や面白半分の一部マニアによって、ロケテストの段階で多くのプレイヤーから失敗作と看做されたゲームをわざと何回もプレイしインカム収入額を引き上げることで、テスト中のメーカーには人気があると誤認させ、正式発売させて販売不振で損害を与え販売戦略を狂わせることを狙うなどといった「ロケテスト潰し」も一部で行われていたという。
前述の通り、ゲーマーが大勢集まることが多く、アミューズメント施設の開店前から店舗前に並ぶ人もいる。そのため、多くの店舗では指定時間以前に並ぶことを禁止している（近隣施設や住民の迷惑になるため）。また、プレイ順を整理券の番号により決める場所もある。整理券も並んだ順に1、2、3…と配られる店舗とくじ引きで配られる場所に分かれている。
かつてはロケテスト実施に関する情報はあまり大々的に公表されることはなく、むしろ、ライバルメーカーに技術を盗まれる恐れや、前記のように「ロケテスト潰し」が行われる可能性などから、情報を秘匿して突発的にロケテストを行うことが一般的であった。そのためロケテストに参加したいゲーマー達は、ゲーマー仲間同士で日程や実施場所などの情報を交換していた。しかし、近年では、むしろ多くのプレイヤーを呼び寄せてプレイ回数を稼ぎ、「ロケテスト潰し」行為を無力化させより多くのバグを検出すること、お披露目イベント化することでのPR効果などを目的に、ゲームメーカーの公式サイトや公式ツイッターなどでロケテストの事前告知を積極的に行うケースが増えている。この場合、技術流出や画面の情報漏洩防止については、ロケテスト中の機体の周囲でのメーカー社員や店舗スタッフによる監視や、画面や筐体の撮影を禁止するなどの対応が一般的である。

## 同種の異なる言い回し
海外カジノで行われているゲームに関しては、頻繁に新しいゲームが発案されているが、これらについてカジノ運営者側が実際に自らのカジノに試験導入して動向を調査するために稼働させることを「フィールド・トライアル」(Field Trial)と称する。